# Платон (Петров)
Епископ Платон (в миру Плато́н Мефо́дьевич Петро́в; 18 (30) ноября 1871, Екатеринослав — 4 мая 1922, Умань) — епископ Русской православной церкви, епископ Уманский, викария Киевской епархии.

## Епископ
Родился 18 ноября 1871 года в семье Мефодия Наумовича Петрова, дьяка больничной Церкви Екатеринославских богоугодных заведений.
Окончил в Екатеринославское духовное училище, а затем Екатеринославскую духовную семинарию. Также закончил Противосектантскую миссионерскую школу.
С 1892 по январь 1893 был священником церкви в Ясиноватой Екатеринославской губернии.
С 1893 по 1898 год служил настоятелем Екатеринославской тюремной церкви.
В 1898 году в возрасте 27 лет поступил в Киевскую Духовную Академию, которую окончил в 1902 году со степенью кандидата богословия «с правом получить степень магистра богословия без нового устного испытания чрез представление удовлетворительного для сей степени нового сочинения».
С 1902 по 1904 год был законоучителем Одесского реального училища и настоятелем церкви.
С 1904 по 1907 год преподавал Закон Божий в Одесском коммерческом училище имени императора Николая I, будучи священником Александро-Невской церкви.
25 октября 1913 года протоиерей Платон переведён на должность преподавателя церковной истории Киевской духовной семинарии. Впоследствии становится ректором КДС с возведенем в сан архимандрита.
В 1920 году хиротонисан в епископа Уманского, викария Киевской епархии.
Был подвергнут репрессиям.
Скончался 4 мая 1922 года в Умани. Тело епископа Платона было похоронено на территории монастыря, возле церкви. В 1943 году его останки перезахоронены возле Свято-Успенского храма.

## Сочинения
- епископ Платон (Петров). «Краткая историческая записка о судьбах Киевской семинарии за сто лет её существования» (1817—1917 гг.) / Труди Київської Духовної Академії / Укр. Православ. Церква; [відп. ред. : В. Савельєв]. — К. : УПЦ, 1996 — С .129-153